# 川上麻莉亜
川上 麻莉亜（かわかみ まりあ、1994年9月21日 - ）は、日本の女子バスケットボール選手である。沖縄県出身。ニックネームは「セイ」。ポジションはシューティングガード。5人制時代JX-ENEOSサンフラワーズに所属していた。現在は3×3選手としてSHIBUYA SANKAK所属。172cm、58kg。

## 来歴
浦添小学校でバスケを始め、全国ミニバス大会で準優勝。北谷中学校では全中優勝を経験。
西原高校進学後も、3年次にはインターハイとウィンターカップに出場。また、U-18アジア選手権日本代表に選ばれ準優勝。
卒業後の2013年、JX加入。
2017年、JX退社とともに3×3転向。
バレーボール選手の山内美咲とは高校時代の同期で親友。

## 経歴
- 西原高校 - JX（2013年〜2017年）

## 日本代表歴
- 2012アジアU-18女子選手権